# Magnus Hjort
Sten Jan Magnus Hjort, född 6 mars 1965, är en svensk historiker och sedan 2023 generaldirektör för Myndigheten för psykologiskt försvar.
Hjort disputerade 2004 vid Stockholms universitet på avhandlingen Nationens livsfråga: Propaganda och upplysning i försvarets tjänst 1944–1963.